# Kathedrale von Mren

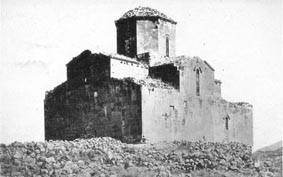
Mren im frühen 20. Jahrhundert

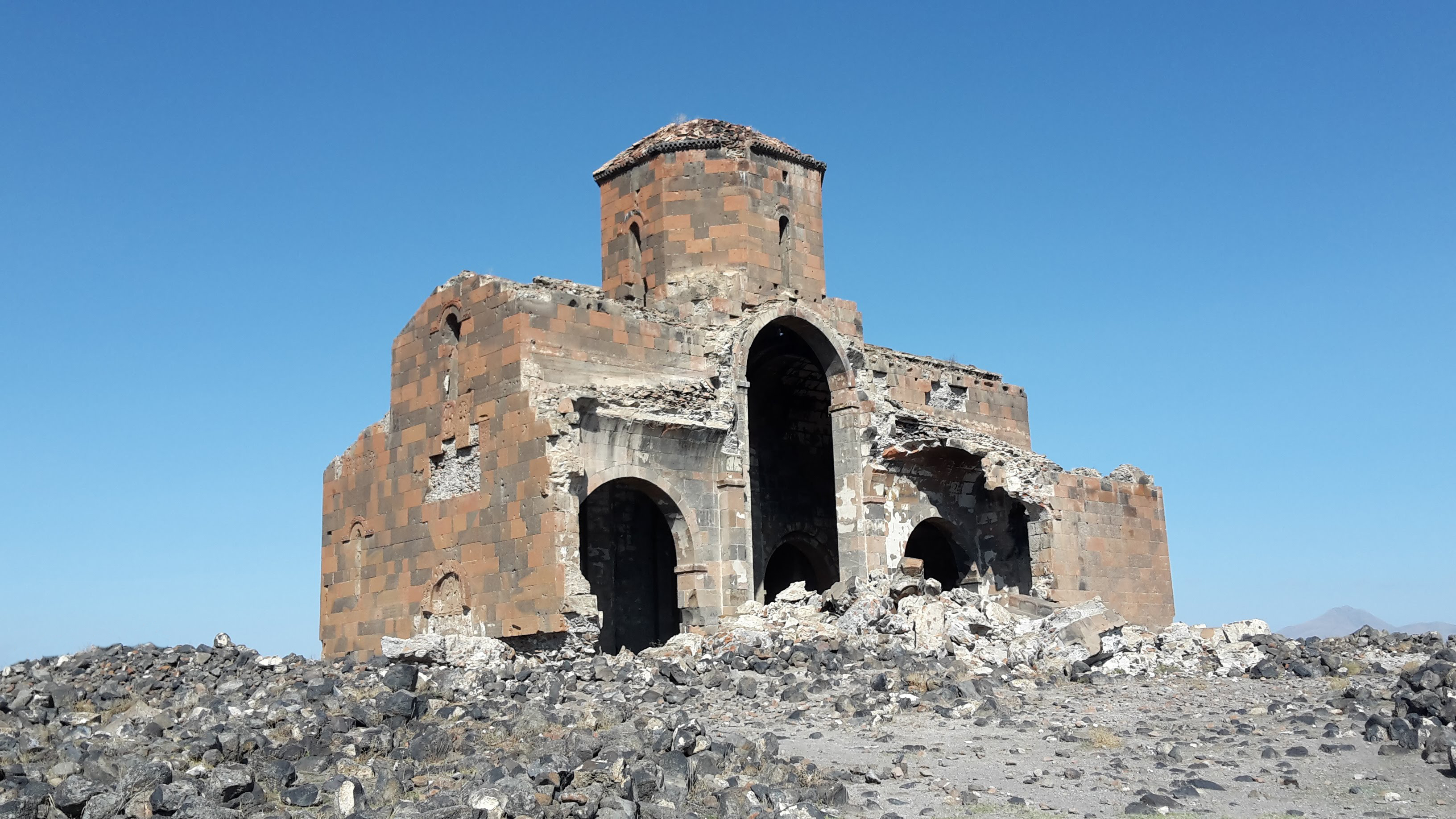
Zerstörte Kathedrale, 2017

Die Kathedrale von Mren (auch Ğoşavank, armenisch Մրենի տաճար Mreni tadscharr) ist eine im 7. Jahrhundert erbaute armenische Kirche im Landkreis Digor der Region Kars in der Türkei. Sie wurde während des Türkisch-Armenischen Kriegs 1920 geplündert und zerstört.
Die Mren-Kathedrale befindet sich direkt an der Grenze zu Armenien, etwa 1,5 Kilometer westlich des Flusses Achurjan (Arpaçay). Sie ist eine dreischiffige Basilika mit einer Kuppel. Der Grundstock dieser Kathedrale der armenisch-apostolischen Kirche wurde bereits im Jahr 631 erbaut, 639 wurde die Kathedrale von Mren vollendet.
Seit dem Jahr 2013 ist dieses christliche Gebäude in der Liste des World Monuments Watch aufgeführt.